# Mihai Zafiu
Mihai Zafiu (ur. 9 czerwca 1949 w Albești) – rumuński kajakarz. Dwukrotny srebrny medalista olimpijski.
W igrzyskach brał udział trzykrotnie (O 72, O 76, IO 80), na dwóch zdobywając medale. Srebrny medal wywalczył w kajakowych czwórkach na dystansie 1000 metrów zarówno w 1972 i 1980. W kajakowej sztafecie jedynek na dystansie 4 × 500 metrów zdobywał złoto mistrzostw świata w 1974, srebro w 1970, 1971 i 1975 oraz brąz w 1973. W K-4 na dystansie 1000 metrów zdobył srebro w 1978. W sztafecie był również srebrnym medalistą mistrzostw Europy w 1969